# Elle
Elle (читается «Эль», с фр. — «Она») — французский еженедельный женский журнал о моде, красоте, досуге и здоровье, издающийся с 1945 года. В середине 1980-х годов вышел на международный рынок и стал выпускаться ежемесячно, сохранив еженедельный формат для Франции.
К 2004 году Elle издавался уже в 35 странах мира. В настоящее время это крупнейшее в мире издание о моде. Оно имеет 43 версии, издающиеся в 60 странах, а также владеет 33 веб-сайтами.
Журнал издаётся французским холдингом Hachette Filipacchi Médias, в 2004 году ставшим подразделением концерна Lagardère Group. Штаб-квартира издания находится в Париже.

## История
Основательницей журнала была французская журналистка русского происхождения Элен Гордон-Лазарев, супруга генерального директора издательства «Ашетт» и газеты France Soir (в 1944–1949 годах) Пьера Лазарева. Учредителями Elle в равных долях стали издательство France Editions et Publications, выпускавшее France Soir, и супружеская пара парижских антикваров по фамилии Камуан (Camoin). 
Первый номер вышел 21 ноября 1945 года тиражом в 110 тысяч экземпляров. Журнал из 24 страниц продавался по цене 15 франков. Конкурируя с такими устоявшимися изданиями, как Vogue, Marie France, l’Officiel de la Mode и Modes et travaux, Elle смог завоевать рынок — в 1960-х годах во Франции был продан почти миллион копий. К 1960-м годам аудитория журнала оценивалась в 800 тысяч читателей; к тому же времени относится появление слогана «Если она читает, то она читает Elle».
Элен Гордон-Лазарев, которая во время войны жила вместе с мужем в США, привнесла в своё издание такие типичные для Америки черты, как свобода мышления и некоторая ироничность по отношению к мужчинам. Начав с освещения тенденций высокой моды и репортажей о новых коллекциях Кристиана Диора, в конце 1950-х годов журнал сконцентрировался на прет-а-порте, но в то же время редакция продолжала видеть в качестве своей главной читательницы «состоятельную парижанку».
Журнал поддержал «вторую волну феминизма», освещая на своих страницах такие темы, как равные права для женщин, в том числе при приёме на работу и занятии должностей. В 1970-х он публикует материалы, посвящённые контрацепции и проблеме абортов. В 1972 году фотография юристки Жизель Халими (Gisèle Halimi), выходящей из зала суда после вынесения приговора женщине, сделавшей подпольный аборт, демонстрирует неприглядную сторону власти — активная позиция прессы в этом вопросе в конце концов привела к тому, что в январе 1975 года министр здравоохранения Симона Вейль приняла решение о том, что женщины имеют право на самостоятельный выбор в этом вопросе.
В 1980-х журнал вернулся к вопросам моды и индустрии красоты. Своими публикациями он поддерживал эксперименты таких начинающих модельеров, как Жан-Поль Готье, Иссэй Миякэ и Аззедин Алайя. В 1990-е тенденция «лёгкой журналистики» продолжилась, за исключением нескольких репортажей о судьбе женщин из Алжира и Югославии.
В 1995 году совокупный тираж журнала составлял 5 миллионов экземпляров, 300 тысяч из которых (6%) продавались во Франции. 21 ноября этого года журнал отметил своё пятидесятилетие, выпустив юбилейный номер с фотографией Ванессы Паради на обложке.
Согласно социологическим исследованиям, в середине 2000-х годов подавляющее большинство читательниц составляли женщины в возрасте от 18 до 49 лет.

## Издание в других странах
Первое издание журнала за пределами Франции стартовало в Японии в 1969 году. В 1985 году появились американская и английская версии, в 1987 — итальянская, с 1988 года начали издаваться немецкая и китайская, а с 1994 года — и тайская версии. В США ежемесячно продаётся чуть менее миллиона экземпляров, что уступает таким журналам, как Vogue и абсолютному лидеру рынка Glamour, чьи продажи составляют более двух миллионов экземпляров. Средняя американка затрачивает на чтение журнала 55 минут.
В России журнал издавался с 1996 года. Его выпуском вплоть до 2022 года занимался издательский дом «Шкулёв Медиа Холдинг». В декабре 2022 года сотрудничество с брендом Elle было прекращено из-за расторжения лицензионного соглашения — таким образом, с 2023 года была прекращена работа сайтов elle.ru, ellegirl.ru и elledecoration.ru.

## Анализ содержания
Содержание языковых версий варьируется в зависимости от уровня и стиля жизни, доходов, занятости, покупательских привычек и т. п. среднестатистической читательницы из конкретной страны. Так, по оценкам AltaMira Press, в американской версии отдаётся предпочтение моде, уходу за собой и здоровью, тогда как японская даёт больше информации о путешествиях, культурных мероприятиях и времяпрепровождении. В то время как американский Elle рассказывает о моде посредством фотографии, японский предпочитает описывать линии и силуэт, давая информацию о технике кроя, материалах, деталях и особенностях дизайна — на смену визуального образа приходит здесь приходит знание, что само по себе ближе к портновскому мастерству. Американская версия содержит 336 страниц, из которых 19,6% уделяются модной фотографии (22,6 % в Японии), 4,5% — красоте (8,1% в Японии), 18,6 % отводится текстам, посвящённые моде, знаменитостям, путешествиям, социальным вопросам и культурным событиям (36,7% в Японии), реклама занимает 57,3% объёма (32,6% в Японии). Отличается и подача рекламных материалов: если в японской версии они даются блоками между статьями, то в американской рекламные развороты равномерно распределены по всему объёму, а отдельные рекламные листы нередко соседствуют в одном развороте с текстовыми материалами. Всего в японской версии в 2000-м году было размещено более 1600 рекламных материалов при цене одного полноцветного рекламного листа приблизительно в 12 тысяч долларов — что составляет примерно 1/6 от стоимости размещения рекламы в американской версии из-за разницы между количеством продаж в Японии и США.
В целом, американское издание даёт читателю возможность представить, что он часть чарующей вселенной моды и индустрии развлечений, в которой внешняя привлекательность, изысканность, элегантность, наслаждение роскошью и финансовая состоятельность являют собой основные качества того, что называется «красотой по-американски». В текстах журнала изобилуют такие слова, как роскошь, блеск, великолепие, богатство, сокровище и производные от них, причём прилагательные «роскошный», «пышный», «великолепный», «шикарный», «первоклассный», «драгоценный», «изобильный» и т. д. используются и тогда, когда говорится об одежде, макияже, цвете, фактуре или рисунке ткани. Стремление к роскоши, элегантности и состоятельному образу жизни подчёркивается и обязательным указанием цен рядом с опубликованным изображением тех или иных деталей одежды, аксессуаров, косметики и украшений. Материалы, посвящённые кинозвёздам, вечеринкам и светским раутам, создают у читателя ощущение, что он тоже каким-то образом причастен к миру богатых и знаменитых.

## Критика
Во Франции журнал критиковали за его конъюнктурность и желание «всего лишь плыть по течению», уходя от освещения серьёзных проблем.

## Главные редакторы
- 1946—1953 — Франсуаз Жиру
- ? — 1995 — Жан-Доминик Боби
- 2002—2014 — Валери Тореньян
- с сентября 2014 — Франсуаз-Мари Сантуччи[фр.]

## Дочерние издания

- Elle Decor[англ.] (начал издаваться в 1989 году в США; штаб-квартира находится в Нью-Йорке)
- Elle Girl[англ.]* (издавался в США и Великобритании с 2001 по 2006 год, также печатался во Франции, Германии, Голландии, Японии, Китае, на Тайване и в России, 60% материалов поставлялись американской версией; после закрытия журнала некоторое время поддерживалась его интернет-версия)

Оба американских журнала издавались американским подразделением «Ашетт Филипаччи» Hachette Filipacchi Media U.S., которое было продано Hearst Corporation в 2011 году.